# 161. strelska divizija (ZSSR)
161. strelska divizija (izvirno rusko 161. стрелковая дивизия; kratica 161. SD) je bila strelska divizija Rdeče armade v času druge svetovne vojne.

## Zgodovina
Divizija je bila ustanovljena leta 1940 in bila 18. septembra 1941 preoblikovana v 4. gardno strelsko divizijo. Ponovno je bila ustanovljena maja 1942 s preoblikovanjem 13. samostojne strelske brigade v Moskovskem vojaškem okrožju.